# Arnold Burgen
Arnold Burgen, FRS (ur. 20 marca 1922 w Finchley w części dzielnicy Londynu, zm. 26 maja 2022) – brytyjski lekarz i farmakolog, członek Royal Society, profesor Uniwersytetu McGilla i Uniwersytetu w Cambridge, założyciel i pierwszy prezes Academia Europaea.

## Życiorys
Burgen uczęszczał do Christ's College Finchley, gimnazjum w Finchley w północnym Londynie. Następnie studiował w Middlesex Hospital Medical School (obecnie część University College London), gdzie w 1950 roku uzyskał tytuł doktora medycyny.
Od 1945 roku pracował jako lekarz w Middlesex Hospital. Od 1948 roku wykładał farmakologię jako asystent w Middlesex Hospital Medical School. W latach 1949–1962 był profesorem fizjologii w McGill University; w latach 1957–1962 był zastępcą dyrektora University Clinic w Montreal General Hospital.
W latach 1962–1971 był profesorem farmakologii na Uniwersytecie w Cambridge i wykładowcą Downing College. Został jego członkiem honorowym w 1972 roku. W 1966 roku pod jego kierunkiem jako stypendysta Rikera na Uniwersytecie w Cambridge pracował Jerzy Vetulani.
W latach 1971–1982 był dyrektorem National Institute for Medical Research, a w latach 1972–1975 prezydentem Międzynarodowej Unii Farmakologii Podstawowej i Klinicznej. Był rektorem (Master) Darwin College w latach 1982–1989, zastępcą wicekanclerza Uniwersytetu Cambridge w latach 1985–1989 i założycielem oraz pierwszym prezesem Academia Europaea w latach 1988–1994.
Burgen został wybrany członkiem Royal Society w 1964, zaś członkiem Royal College of Physicians – w 1969 roku. Został Rycerzem Kawalerem w 1976 roku. Darwin College Uniwersytetu w Cambridge przyznało mu honorowe członkostwo w 1989 roku.
Był żonaty z brytyjską krystalograf Olgą Kennard.